# Pachnobia schoenherri
Pachnobia schoenherri là một loài bướm đêm trong họ Noctuidae.